# 阿特帕拉烏帕齊拉
阿特帕拉是孟加拉國的一個烏帕齊拉，位於邁門辛專區的內德羅戈納縣。

## 人口
據1991年孟加拉國人口普查，阿特帕拉共有人口120491人，其中男性佔比51.15%，女性48.85%；成年人口60858人。該地7歲以上人口之平均識字率為24%。